# Осиновка (Гагинський район)
Осиновка (рос. Осиновка) — село в Гагинському районі Нижньогородської області Російської Федерації.
Населення становить 49 осіб. Входить до складу муніципального утворення Большеаратська сільрада.

## Історія
Від 2009 року входить до складу муніципального утворення Большеаратська сільрада.

## Населення
| 2002 | 2010 |
| ---- | ---- |
| 90   | ↘49  |